# Barbara Werle
Barbara May Theresa Werle (Mount Vernon (New York), 6 oktober 1928 – Carlsbad, 1 januari 2013) was een Amerikaans actrice en zangeres.
Na het behalen van haar diploma werd ze ballroomdanseres en zangeres. Door haar knappe verschijning kwam ze ook in de acteerwereld terecht. Ze is bekend van haar rollen in Seconds en The Rare Breed uit 1966, maar Werle speelde ook in Battle of the Bulge en met Elvis Presley in de muziekfilm Harum Scarum.
Ook in westerns als Gunfight in Abilene, Gone with the West en Charro! (wederom met Elvis Presley) was zij te zien. In 1969 speelde zij Charley in de film Krakatoa, East of Java.
Op televisie verscheen ze in de The Ed Sullivan Show, de televisieseries Perilous Voyage, San Francisco International Airport naast onder meer Lloyd Bridges en The Virginian.
Toen Werle met pensioen ging, bleef ze zingen als sopraan in het St. Elizabeth Seton Traditional Choir van Carlsbad, wat ze tot haar overlijden volhield.